# Mula sa kung ano ang noon
Mula sa kung ano ang noon (Engels: From What Is Before) is een Filipijnse dramafilm uit 2014 onder regie van Lav Diaz. Hij won met deze film de Gouden Luipaard op het filmfestival van Locarno.

## Verhaal
In 1972 gebeuren geheimzinnige zaken in een afgelegen streek in de Filipijnen. In de bossen wordt gejammer gehoord, koeien worden geplaagd, een man wordt dood teruggevonden op een kruising en huizen staan in brand. De Filipijnse dictator Ferdinand Marcos kondigt aan dat het gehele land in staat van beleg is.

## Rolverdeling
- Perry Dizon: Sito
- Roeder: Tony
- Hazel Orencio: Itang
- Karenina Haniel: Joselina
- Reynan Abcede: Hakob
- Mailes Kanapi: Heding
- Ian Lomongo: Luitenant Perdido
- Joel Saracho: Vader Guido
- Evelyn Vargas: Juffrouw Acevedo
- Noel Sto. Domingo: Horacio
- Teng Mangansakan: Schoolhoofd
- Ching Valdes-Aran: Babu
- Bambi Beltran: Bai Rahmah
- Dea Formacil: Tinang
- Kristian Chua: Narsing